# Casa de Uceda
Casa de Uceda és un municipi de la província de Guadalajara, a la comunitat autònoma de Castella-La Manxa.

## Evolució demogràfica
|                  | 1579 | 1842 | 1857 | 1860 | 1877 | 1887 | 1897 | 1900 | 1910 | 1920 | 1930 | 1940 | 1950 | 1960 | 1970 | 1981 | 1991 | 2000 | 2001 | 2005 |
| ---------------- | ---- | ---- | ---- | ---- | ---- | ---- | ---- | ---- | ---- | ---- | ---- | ---- | ---- | ---- | ---- | ---- | ---- | ---- | ---- | ---- |
| Població de dret | n/d  | 542  | n/d  | n/d  | 543  | 482  | 472  | 495  | 495  | 538  | 540  | 562  | 534  | 442  | 388  | 243  | 171  | 126  | 101  | 101  |
| Població de fet  | 607  | n/d  | 553  | 577  | 535  | 503  | 481  | 486  | 518  | 514  | 538  | 476  | 429  | 374  | 241  | 171  | 126  | n/d  | 101  | n/d  |

Font de dades: INE i Relacions topogràfiques de Felip II